# クロステイル 〜探偵教室〜
『クロステイル 〜探偵教室〜』（クロステイル たんていきょうしつ）は、2022年4月9日から5月28日まで東海テレビ制作・フジテレビ系列の「土ドラ」枠で放送されたテレビドラマ。主演は連続ドラマ単独初主演となる鈴鹿央士。
脚本家の八津弘幸のオリジナル作品となる本作では行方不明になった父親を探すために、ジョーカー探偵学校に入学した男性が地道な調査の連続に幻滅しそうになりながらも、課題や実習などの経験を重ねていくうちに人間の心に寄り添う探偵という仕事にやりがいを見出していくさまを描く。

## キャスト

### ジョーカー探偵学校生徒
飛田匡（）
演 - 鈴鹿央士（幼少期：石塚陸翔）
本作の主人公であり、ジョーカー探偵学校の生徒。何かが気になりだすと夜も眠れない特異体質の持ち主。
芹沢朋香（）
演 - 堀田真由
ジョーカー探偵学校の生徒で匡とは同期。他人の秘密が大好物。
藤巻敦也（）
演 - 草川拓弥（幼少期：岩川晴）
ホストをしながら探偵学校に通う生徒。
堀之内純子（）
演 - 篠田麻里子
ジョーカー探偵学校の生徒。
野木明生（）
演 - 福山翔大
陸上の元選手。第二の人生に探偵を目指す。
丸川喜三郎（）
演 - 伊藤正之
クラスの最年長。前職の警官を早期退職して探偵学校に入学した。
都賀真一（）
演 - 遊佐亮介
IT企業に勤めていたが、訳あって探偵学校に入学。

### ジョーカー探偵学校講師
新偕理子（）
演 - 檀れい
ジョーカー探偵社代表であり、ジョーカー探偵学校の校長。
沢木（）
演 - 高木勝也
ジョーカー探偵社で理子の右腕。
南武辰彦（）
演 - 髙田延彦（第1話）
尾行・張り込み調査のスペシャリスト。鬼講師として熱血指導で生徒たちに立ちはだかる。
皆川瑠依（）
演 - 冨樫真（第2話）
ジョーカー探偵学校のサディスティックな女講師。盗聴・盗撮調査のスペシャリスト。
正田正一
演 - 森岡豊（第3話）
ジョーカー探偵学校・講師。聞き込みのプロ。
城ケ崎輝
演 - 宮本大誠（第5話）
ジョーカー探偵学校・講師。調査報告書のプロ。
森村亨
演 - 佐野岳（第6話）
ジョーカー探偵学校・講師。リスクマネジメント専門。

### 飛田匡の関係者
飛田迅平（）
演 - 板尾創路
匡の父であり、推理作家。ある日突然借金を残して失踪する。
飛田千穂子（）
演 - 山口香緒里
匡の母親。
東堂克己
演 - 松村雄基（第4話 - ）
探偵。飛田迅平を追っている。

### ゲスト
第2話
上原麻里乃
演 - 菅野莉央
朋香の3つ年上の幼馴染。マジックショップで働いている。
SHOGO
演 - MASAKI
有名イケメンマジシャン。麻里乃とは大学の同期で、同じマジック研究会だった。
第3話
一木孝明
演 - 渋江譲二
一木病院副院長。都賀真一と因縁がある。
パートB
演 - 村井美和
千穂子のパート仲間。千穂子は流ちょうな英語をしゃべる印象を持っている。
中学の同級生A
演 - 田中瑛祐
転入生だった自分に最初に声をかけてくれた千穂子に感謝している。
第4話
山田則恵
演 - 松下恵
失踪した探偵講師・山田一郎の妻とされる女性。実はジョーカー探偵社の探偵だった。
西谷絵里奈
演 - 南山あずさ
山田一郎の調査対象者とされる女性。実はジョーカー探偵社の探偵だった。
矢嶋
演 - 宮田佳典
堀之内純子の元カレ。
矢嶋志保
演 - 清瀬やえこ
その妻。
矢嶋花
演 - 泉谷星奈
その娘。
第5話
白浜紀子
演 - 未来
夫の浮気を疑う妻。
白浜佳孝
演 - 山口翔悟
紀子の夫。スポーツ関連会社に勤める。
木島真美
演 - あいだあい
佳孝の浮気相手。
第6話
萩本あかり
演 - 吉田志織
ストーカー調査の依頼人。
乾剛
演 - 柾木玲弥
あかりの恋人。
山下
演 - 蒲生純一
巡査。丸川の過去をよく知る人物。
第7話
小泉文乃
演 - 智順（第8話）
20年前に飛田迅平探偵に小田切達也の捜索を頼んだ依頼者。
小田切達也
演 - 石田卓也（第8話）
20年前の飛田迅平の捜索対象者。
高濱百合子
演 - 佐藤康恵
依頼者。夫の不倫の証拠を掴むことを依頼する。
高濱勝広
演 - 永倉大輔
百合子の夫で調査対象者。
片岡
演 - 佳久創
高濱百合子の男性関係を匂わす為に東堂が仕込んだ男。
ネオスネットワーク社長
演 - 昆竜弥
通信ゲームで有名な若手のベンチャー企業家。
第8話
バーテンダー
演 - 原田悦嗣
東堂の行きつけの店。

## スタッフ
- 原作 - 八津弘幸
- 脚本 - 八津弘幸、吉田真侑子、福田卓郎
- 演出 - 六車俊治、舞原賢三、石井満梨奈
- 主題歌 - Penthouse「流星群」（ビクターエンタテインメント）[13]
- 音楽 - POLYPLUS、カワイヒデヒロ
- 協力 - 総合探偵社MR
- 法律監修 - 若林舞、堤直久
- 技術協力 - フォーチュン、サウンドライズ
- 美術協力 - BEENS
- CG - マリンポスト
- ポスプロ - アムレック
- 共同プロデューサー - 東田陽介（テレパック）
- プロデュース - 河角直樹、松崎智宏、藤尾隆、 石井満梨奈
- 制作 - 東海テレビ、テレパック

## 放送日程
| 各話   | 放送日  | サブタイトル         | ラテ欄                                                    | 脚本       | 演出       |
| ------ | ------- | -------------------- | --------------------------------------------------------- | ---------- | ---------- |
| 第1話  | 4月09日 | 第1限 張込みと尾行   | (秘)探偵学校が舞台の贅沢エンタメ! 尾行は繊細&大胆に       | 八津弘幸   | 六車俊治   |
| 第2話  | 4月16日 | 第2限 盗聴盗撮調査   | 盗聴犯は透明人間? 鬼教官(秘)スキルが炸裂親友の本心を救え! | 八津弘幸   | 六車俊治   |
| 第3話  | 4月23日 | 第3限 信用調査       | 先入観の罠と戦え!信用調査で人生転落! 犬好きは人を救う?    | 吉田真侑子 | 舞原賢三   |
| 第4話  | 4月30日 | 第4限 行方調査       | 失踪探偵を全力追跡痕跡を全て洗い出せ! 真相を知ると幸せ?   | 八津弘幸   | 舞原賢三   |
| 第5話  | 5月07日 | 第5限 調査報告書     | 報告書で大失態! 1文字で人生が変わる過去を振り切り走れ     | 福田卓郎   | 石井満梨奈 |
| 第6話  | 5月14日 | 第6限 ストーカー調査 | 調査情報が漏れた!? ストーカーはお前だ！怒りの一本背負い!  | 吉田真侑子 | 石井満梨奈 |
| 第7話  | 5月21日 | 第7限 探偵VS探偵     | 探偵対探偵大バトル富豪の尾行は罠で 一杯依頼は報酬一千万!? | 福田卓郎   | 六車俊治   |
| 最終話 | 5月28日 | 最終限 卒業試験      | 圧巻の調査スキル全ての謎を解決します 探偵導く感涙の結末   | 八津弘幸   | 六車俊治   |

- 第4話は『土曜プレミアム・映画ジュマンジ/ネクスト・レベル』（フジテレビ制作、21:00 - 23:25）の放送のため、15分繰り下げ（23:55 - 0:50）の放送。